# Jämställdhetsplan
En jämställdhetsplan är en handlingsplan för att främja lika villkor för kvinnor och män på arbetsplatsen. Målet är att öka jämställdheten i arbetslivet. 
Att ta fram en jämställdhetsplan är ett sätt att motverka skillnader i kvinnors och mäns villkor på arbetsmarknaden. Männens löner är i genomsnitt högre än kvinnornas, deltidsarbete och tidsbegränsade anställningar är vanligare bland kvinnor och det är fler män än kvinnor på chefspositioner.

## Sverige
I Sverige kräver diskriminineringslagen att alla arbetsgivare med minst 25 anställda det senaste kalenderårsskiftet ska upprätta en jämställdhetsplan. Jämställdhetsplanen ska upprättas var tredje år. Diskrimineringsombudsmannen, DO, är tillsynsmyndighet, vilket innebär att DO kan kontrollera att arbetsgivare följer diskriminineringslagen. Om en arbetsgivare saknar jämställdhetsplan kan arbetsgivaren bli dömd att betala vite.
I Diskrimineringslagens 3:e kapitel om aktiva åtgärder finner man arbetsgivarens skyldighet att upprätta en jämställdhetsplan. I samma kapitel finns även kravet att arbetsgivare dessutom ska göra en lönekartläggning och upprätta en handlingsplan för jämställda löner. Jämställdhetsplanen ska innehålla en översiktlig redovisning av handlingsplanen för jämställda löner.
Innan diskrimineringslagen trädde i kraft 2008, var det §11 i jämställdhetslagen som (åtminstone sedan år 2000) krävde upprättande av jämställdhetsplaner för företag med 10 eller fler anställda.

## Norge
I Norge kräver likestillingsloven sedan 2003 att verksamheter som enligt lag är skyldiga att lämna årsredovisning i densamma också ska redovisa för jämställdheten i verksamheten. Däremot finns inget krav på att utarbeta strategiska planer.